# Elias (Philosoph)
Elias (altgriechisch Ἠλίας Ēlías) war ein spätantiker Philosoph der neuplatonischen Richtung. Seine Lehrtätigkeit fällt wohl in die Mitte und in die zweite Hälfte des 6. Jahrhunderts. Er gehörte offenbar zur Philosophenschule von Alexandria und schrieb in griechischer Sprache.

## Leben
Über das Leben des Elias sind keine Angaben überliefert; alle in der Forschung vertretenen Annahmen sind Folgerungen aus Indizien in seinen Werken. Dass er zumindest nominell Christ war, wird aus seinem christlichen Namen erschlossen, ist aber nicht bewiesen. Sein Denken ist vom Neuplatonismus, der in der Spätantike dominierenden philosophischen Richtung, geprägt.
Zahlreiche Passagen in Schriften, die teils sicher, teils mutmaßlich von Elias stammen, stimmen mit Stellen in Werken Olympiodoros’ des Jüngeren überein. Olympiodoros war ein prominenter paganer Philosoph; er lehrte in der neuplatonischen Schule von Alexandria. Daher liegt die Annahme nahe, dass Elias ebenfalls in Alexandria gelebt und gelehrt hat und dass er ein Schüler des Olympiodoros war. Spekulativ ist allerdings die Vermutung, dass Olympiodoros Leiter (Scholarch) der Schule war und dass Elias ihm in diesem Amt nachfolgte. Aus Elias’ wahrscheinlicher Teilnahme am Unterricht des Olympiodoros ergibt sich eine ungefähre zeitliche Einordnung seiner philosophischen Aktivität, denn Olympiodoros ist im Jahr 565 letztmals als lebend bezeugt.
Elias trug den Titel apo epárchōn (Apoeparch, ehemaliger Eparch). Da die Bezeichnung Eparch oft für hohe Verwaltungsbeamte verwendet wurde, hat man vermutet, der Philosoph Elias sei mit einem gleichnamigen Eparchen (Prätorianerpräfekten) Illyriens identisch, der im Jahr 541 als amtierend bezeugt ist. Der Titel Apoeparch wurde im Oströmischen Reich aber auch ehrenhalber an Gelehrte vergeben; daher ist die Folgerung, dass Elias ein Amt ausgeübt hat, nicht zwingend.

## Werke
Die Werke des Elias waren wahrscheinlich nicht von ihm zur Veröffentlichung bestimmt. Wie bei vielen spätantiken Schriften dieser Art handelt es sich zumindest teilweise um nicht autorisierte Nachschriften von Schülern aus seinem Unterricht. Mit dieser Einschränkung gelten folgende ihm zugeschriebene Werke als echt:
- Prolegomena zur Philosophie, eine anonym überlieferte, aus zwölf Lektionen (práxeis) bestehende Einführung in die Philosophie Platons und des Aristoteles. Sie behandelt die Theorie der Definition sowie die Definitionen und die Einteilung der Philosophie. Die Prolegomena haben den Charakter eines Protreptikos, einer zur Philosophie ermunternden Schrift. Elias betont den platonischen Gedanken, die Philosophie vergöttliche den Menschen, und preist die philosophische Betätigung enthusiastisch. Mit vielen Zitaten beruft er sich auf Platon, Homer und weitere herkömmliche Autoritäten.
- Eine Einführung und ein Kommentar zur Isagoge des Neuplatonikers Porphyrios. Das Werk ist anonym überliefert, wird aber in byzantinischen Scholien mit Angabe des Verfassernamens Elias zitiert.
- Scholien zu der Schrift De interpretatione (Peri hermēneías) des Aristoteles. Elias ist als Verfasser handschriftlich bezeugt. Die Scholien sind wohl Teile eines verschollenen Kommentars des Elias zu diesem Werk des Aristoteles.
- Ein Kommentar zu den Analytica priora des Aristoteles, von dem nur der Anfang erhalten geblieben ist. Er ist in der Überschrift als Aufzeichnung eines Schülers aus dem Unterricht des Elias gekennzeichnet.
- Ein von Elias am Ende seiner Einleitung zur Isagoge erwähnter, ansonsten unbekannter Kommentar zu den Analytica posteriora, der entweder verloren oder bisher nicht identifiziert ist.

Die folgenden Werke sind möglicherweise oder sicher nicht authentisch:
- Ein Kommentar zu den Kategorien des Aristoteles (Erklärung der zehn Kategorien der Philosophie) mit einer Einleitung in die aristotelische Philosophie. In Alexandria war es üblich, einem Kategorien-Kommentar eine solche Einleitung beizufügen. Dieses Werk ist nicht nur griechisch überliefert, sondern auch in einer unvollständig erhaltenen armenischen Fassung, von der in der einzigen Handschrift Anfang und Ende fehlen. Während in der armenischen Handschrift keine Verfasserangabe zu finden ist, wird das Werk in der griechischen Überlieferung als Nachschrift aus dem Unterricht des Philosophen David, eines anderen Neuplatonikers, bezeichnet. In der Forschung ist umstritten, wer es geschrieben hat. Der Herausgeber Adolf Busse, dem eine Reihe von Philosophiehistorikern folgen, tritt für eine Zuschreibung an Elias ein; andere Forscher, darunter Ilsetraut Hadot, halten David für den Verfasser.[2] Ein Anhaltspunkt für die Datierung ergibt sich daraus, dass der in der ersten Hälfte des 6. Jahrhunderts entstandene Kategorien-Kommentar des Johannes Philoponos zitiert wird.
- Prolegomena zur Philosophie Platons, ein anonym überliefertes Werk. Der unbekannte Autor zählt zur Schulrichtung Olympiodoros’ des Jüngeren; möglicherweise handelt es sich um einen von dessen Schülern – vielleicht Elias – oder um einen Schüler des Elias.[3]
- Ein Kommentar zur Isagoge, der in der handschriftlichen Überlieferung teils David, teils Elias zugeschrieben wird, aber in Wirklichkeit von keinem dieser beiden Philosophen stammen kann. Die Bezeichnung des Verfassers als Pseudo-Elias hat sich eingebürgert.[4]
- Über die Richtungen (griechisch Peri hairéseōn), ein Kommentar zu Galens Schrift De sectis, auf den Elias möglicherweise an einer Stelle seiner Prolegomena zur Philosophie anspielt.[5] Die Bezugnahme ist undeutlich und ansonsten ist über ein solches Werk des Elias nichts bekannt. Jedenfalls ist nicht eine Schrift über Philosophenschulen gemeint.[6]

## Lehre
Unklar ist die religiöse Weltanschauung des Elias. Ihrer Bestimmung stehen zwei Schwierigkeiten entgegen. Erstens ist unsicher, ob einschlägige Indizien in dem ihm zugeschriebenen Kommentar zu den Kategorien des Aristoteles verwertet werden können, da die Echtheit des Kommentars strittig ist. Zweitens ist es wahrscheinlich, dass es sich bei einzelnen eindeutig christlichen Bemerkungen in den Prolegomena zur Philosophie um Einfügungen (Interpolationen) handelt, die nicht vom Autor stammen, denn inhaltlich sind sie Fremdkörper. Da der überlieferte Text anscheinend solche Zusätze eines Christen enthält, ist die Authentizität aller christlichen Bezüge in den Werken des Elias fraglich. Möglich ist allerdings auch, dass christliche Bemerkungen, die teils polemisch antipagan formuliert sind und dem sonstigen Inhalt widersprechen, vom Verfasser selbst eingestreut wurden, weil er sich auf diese Weise gegen den Verdacht der Ungläubigkeit absichern wollte.
Sicher ist jedenfalls, dass der möglicherweise mit Elias identische Verfasser des Kategorien-Kommentars die Überzeugung der paganen Neuplatoniker teilt, dass die physische Welt ewig besteht. Er verwirft also implizit die kirchliche Lehre von der Erschaffung der Welt in der Zeit und vom künftigen Weltende. Somit ist davon auszugehen, dass er entweder pagan oder nur sehr oberflächlich christianisiert war. Auch die Prolegomena zur Philosophie sind von paganem Denken geprägt. Daher bezweifelt Christian Wildberg sogar die Existenz eines Philosophen namens Elias; er meint, dass die Elias zugeschriebenen Werke von einem unbekannten paganen Neuplatoniker stammen.
Im Isagoge-Kommentar behauptet Elias, die Vorstellung, dass Gott körperlich ist, sei nicht absurd. Diese für einen Platoniker ebenso wie für einen Christen ungewöhnliche und anstößig klingende Feststellung ist aber nicht so zu verstehen, dass Elias an einen körperlichen Gott geglaubt hat. Vielmehr hat er die Möglichkeit eines materiellen Gottes nur theoretisch untersucht.

## Rezeption
In byzantinischen Logik-Kompendien aus der Zeit vom Ende des 6. bis zur Mitte des 8. Jahrhunderts wurden Texte von Elias und David verwertet. Damals bestand ein Bedarf an knappen zusammenfassenden Darstellungen der aristotelischen Logik, die den Stoff der einschlägigen Lehrschriften der späten alexandrinischen Schule in didaktisch aufbereiteter Form präsentierten.

## Textausgaben
- Adolf Busse (Hrsg.): Eliae in Porphyrii Isagogen et Aristotelis Categorias commentaria (= Commentaria in Aristotelem Graeca, Bd. 18 Teil 1). Georg Reimer, Berlin 1900 (kritische Ausgabe der Prolegomena zur Philosophie, der Einführung und des Kommentars zur Isagoge sowie des Kategorien-Kommentars).
- Sen S. Arevšatyan (Hrsg.): Erkasirowt'iwnk' p'ilisop'ayakank'. Haykakan SSH GA Hrat, Erevan 1980, S. 193–300 (Ausgabe der armenischen Fassung des Kategorien-Kommentars).
- Adolf Busse (Hrsg.): Ammonius: In Aristotelis De interpretatione commentarius (= Commentaria in Aristotelem Graeca, Bd. 4 Teil 5). Georg Reimer, Berlin 1897, S. XXVI–XXVIII (kritische Ausgabe der von Elias stammenden Scholien zu De interpretatione).
- Leendert Gerrit Westerink (Hrsg.): Elias on the Prior Analytics. In: Leendert Gerrit Westerink: Texts and Studies in Neoplatonism and Byzantine Literature. Collected Papers. Hakkert, Amsterdam 1980, ISBN 90-256-0765-9, S. 59–72 (kritische Ausgabe).

## Übersetzungen
- Sebastian Gertz (Übersetzer): Elias and David: Introductions to Philosophy, with Olympiodorus: Introduction to Logic. Bloomsbury Academic, London [u. a.] 2018, ISBN 978-1-350-05174-4, S. 15–77 (englische Übersetzung der Prolegomena zur Philosophie).
- Olof Gigon (Übersetzer): Elias, die zehn Hauptpunkte der Aristotelischen Philosophie. In: Aristoteles Einführungsschriften. Artemis, Zürich/Stuttgart 1961. Nachdruck: dtv, München 1982, ISBN 3-423-06117-0, S. 322–343 (Teilübersetzung der Einleitung zum Kategorien-Kommentar).
- Athanase Papadopoulos: Un ouvrage inconnu du philosophe Élie. Un nouveau manuscrit des „Prolégomènes à la philosophie“ de David. In: Revue roumaine des sciences sociales. Série de philosophie et logique. Band 13, 1969, S. 343–353 (enthält S. 349–353 eine französische Teilübersetzung des Kommentars zu den Analytica priora auf der Grundlage einer Handschrift in Bukarest).